# Diplazium stuebelianum
Diplazium stuebelianum är en majbräkenväxtart som först beskrevs av Georg Hans Emmo Wolfgang Hieronymus och som fick sitt nu gällande namn av Robert G. Stolze.
Diplazium stuebelianum ingår i släktet Diplazium och familjen Athyriaceae. Inga underarter finns listade i Catalogue of Life.